# Luo Hongxian
Luo Hongxian (zh) (1504 – 1564) est un cartographe chinois de la dynastie Ming. Il étudie également l'astronomie, la géographie, les méthodes d'irrigation, les affaires militaires et les mathématiques.

## Biographie
Après avoir réussi les examens impériaux avec le grade de jinshi en 1529, Luo travaille comme compilateur principal à l'Académie Hanlin. Il étudie la philosophie du néo-confucéen Wang Yangming. Ayant entendu parler de raids de pirates wokou sur les côtes sud-est de la Chine, il commence à rassembler des informations cartographiques pour le gouvernement Ming, consacrant trois ans à ses recherches. Durant cette période, il découvre le Yutu (carte terrestre), un atlas de la Chine créé par Zhu Siben sous la dynastie Yuan quelque 300 ans plus tôt vers 1320. Il l'adapte et l'élargit à l'aide de méthodes de mesure chinoises pour créer son Guang Yu Tu.廣與圖 (Atlas territorial élargi), un ouvrage qui couvre l'ensemble du pays. Il est publié pour la première fois en 1561 et est reste le principal ouvrage de référence en cartographie chinoise jusqu'au XVIIe siècle. La carte comprend des montagnes, des rivières, des frontières, des routes et d'autres points de repère,,. Les cartes et les connaissances géographiques de Luo sont mises à profit pour la défense de la côte. En conséquence, on lui propose plusieurs postes gouvernementaux, mais il décline ces offres.
Martino Martini, un jésuite italien en Chine, dessine son propre Novus Atlas Sinensis (basé sur le Guang Yu Tu ), publié à Amsterdam par Joan Blaeu en 1655. La carte de Martini reste la vision européenne standard de la Chine jusqu'en 173, lorsque Jean Baptiste d'Anville publie son Atlas de la Chine.
Son travail influence d'autres cartes, telle le Da Ming Guangyu Kao (Un examen de la [carte] terrestre agrandie de la grande dynastie Ming de 1610) et le Huang Ming Zhifang Ditu de Chen Zushou (Une carte administrative de la dynastie Ming de 1610) publiée en 1636, toutes cartes interdites durant la période de la dynastie Qing.